# Lista de municípios de Las Palmas
Esta é uma lista de municípios da província espanhola de Las Palmas na comunidade autónoma das Canárias.
| Nome                                | Pop. (2002) | Ilha          |
| Agaete                              | 5 649       | Gran Canária  |
| Agüimes                             | 22 567      | Gran Canária  |
| Antigua                             | 6 543       | Fuerteventura |
| Arrecife                            | 48 253      | Lanzarote     |
| Artenara                            | 1 394       | Gran Canária  |
| Arucas                              | 32 917      | Gran Canária  |
| Betancuria                          | 665         | Fuerteventura |
| Firgas                              | 6 927       | Gran Canária  |
| Gáldar                              | 22 677      | Gran Canária  |
| Haría                               | 4 551       | Lanzarote     |
| Ingenio                             | 25 681      | Gran Canária  |
| Mogán                               | 15 395      | Gran Canária  |
| Moya                                | 8 435       | Gran Canária  |
| La Oliva                            | 13 026      | Fuerteventura |
| Pájara                              | 15 860      | Fuerteventura |
| Las Palmas de Gran Canaria          | 370 649     | Gran Canária  |
| Puerto del Rosario                  | 22 652      | Fuerteventura |
| San Bartolomé                       | 15 910      | Lanzarote     |
| San Bartolomé de Tirajana           | 42 403      | Gran Canária  |
| San Nicolás de Tolentino            | 8 063       | Gran Canária  |
| Santa Brígida                       | 18 729      | Gran Canária  |
| Santa Lucía de Tirajana             | 49 902      | Gran Canária  |
| Santa María de Guía de Gran Canaria | 14 171      | Gran Canária  |
| Teguise                             | 13 714      | Lanzarote     |
| Tejeda                              | 2 402       | Gran Canária  |
| Telde                               | 91 160      | Gran Canária  |
| Teror                               | 12 296      | Gran Canária  |
| Tías                                | 15 230      | Lanzarote     |
| Tinajo                              | 4 964       | Lanzarote     |
| Tuineje                             | 11 016      | Fuerteventura |
| Valsequillo de Gran Canaria         | 8 311       | Gran Canária  |
| Valleseco                           | 4 030       | Gran Canária  |
| Vega de San Mateo                   | 7 575       | Gran Canária  |
| Yaiza                               | 7 320       | Lanzarote     |